# دوغلاس هوغارث
دوغلاس هوغارث هو محامي وسياسي كندي، ولد في 9 مايو 1927 في ساسكاتون في كندا، وتوفي في 17 سبتمبر 1996. نشط حزبياً في الحزب الليبرالي الكندي. وقد انتخب عضو مجلس العموم الكندي.